# Pettis County
Pettis County is een county in de Amerikaanse staat Missouri.
De county heeft een landoppervlakte van 1.774 km² en telt 39.403 inwoners (volkstelling 2000). De hoofdplaats is Sedalia.